# Selim A. Lindqvist

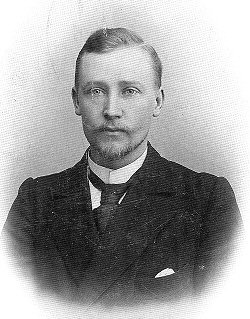
Selim A. Lindqvist

Selim Arvid Lindqvist, född 19 maj 1867 i Helsingfors, död 17 maj 1939, var en finländsk arkitekt. Lindqvist var en av jugendstilens främsta arkitekter i Finland och ritade flera arkitektoniskt viktiga byggnader i Helsingfors. Han utexaminerades från Polytekniska institutet år 1888. Lindqvist arbetade på Kiseleff & Heikels arkitektbyrå mellan åren 1888 och 1901 innan han grundade sin egen byrå.

## Verk i urval

### Helsingfors
- Lundqvistska affärshuset (1898-1900), Alexandersgatan 13, Gloet
- Sandvikens saluhall (1903-1904), Sandvikstorget, Sandviken
- Affärshuset Merkurius (1890), Mikaelsgatan 1/Norra Esplanaden 33
- Pantbanken (1902-1903), Båtsmansgatan 7
- Aeolus (1903), Lotsgatan 2/Kronobergsgatan 1
- Söderviks kraftverk (1909), Sörnäs strandväg
- Villa Johanna (1905-1906), Skepparegatan 23-25
- Villa Riviera (1910-1911), Armfeltsvägen 1
- Villa Ensi (1910-1912), Havsgatan 23

### Övriga Finland
- Stadshuset i S:t Michel (1911)
- Naisvuori vattentorn i S:t Michel (1911)

## Bilder

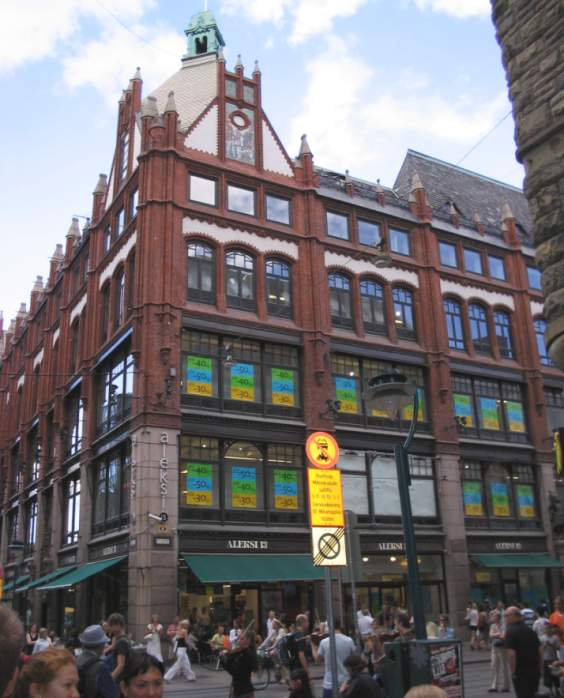
Lundqvistska affärshuset (1898-1900)
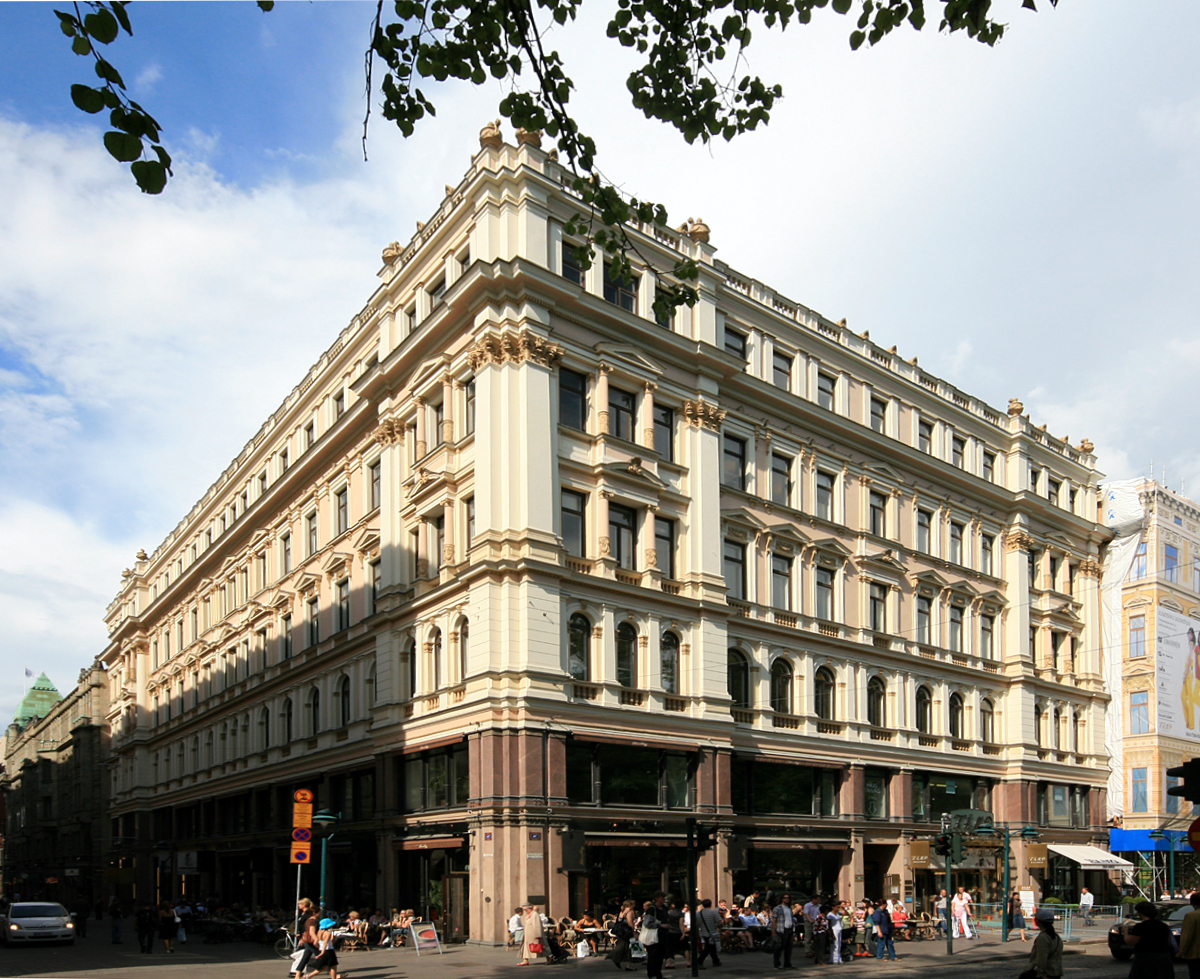
Affärshuset Merkurius (1890) i Helsingfors.
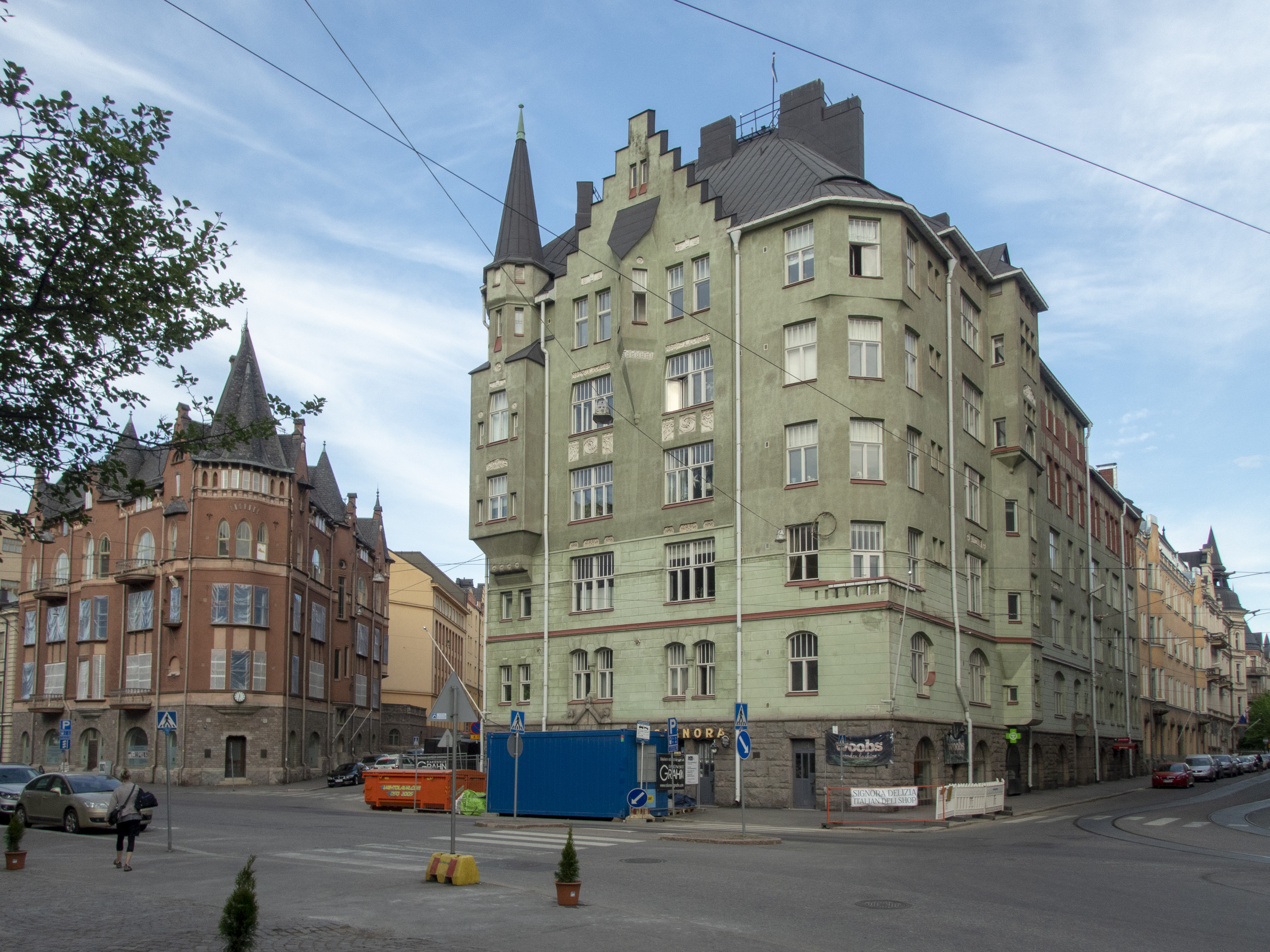
Aeolus (1903), Lotsgatan 2/Kronobergsgatan 1
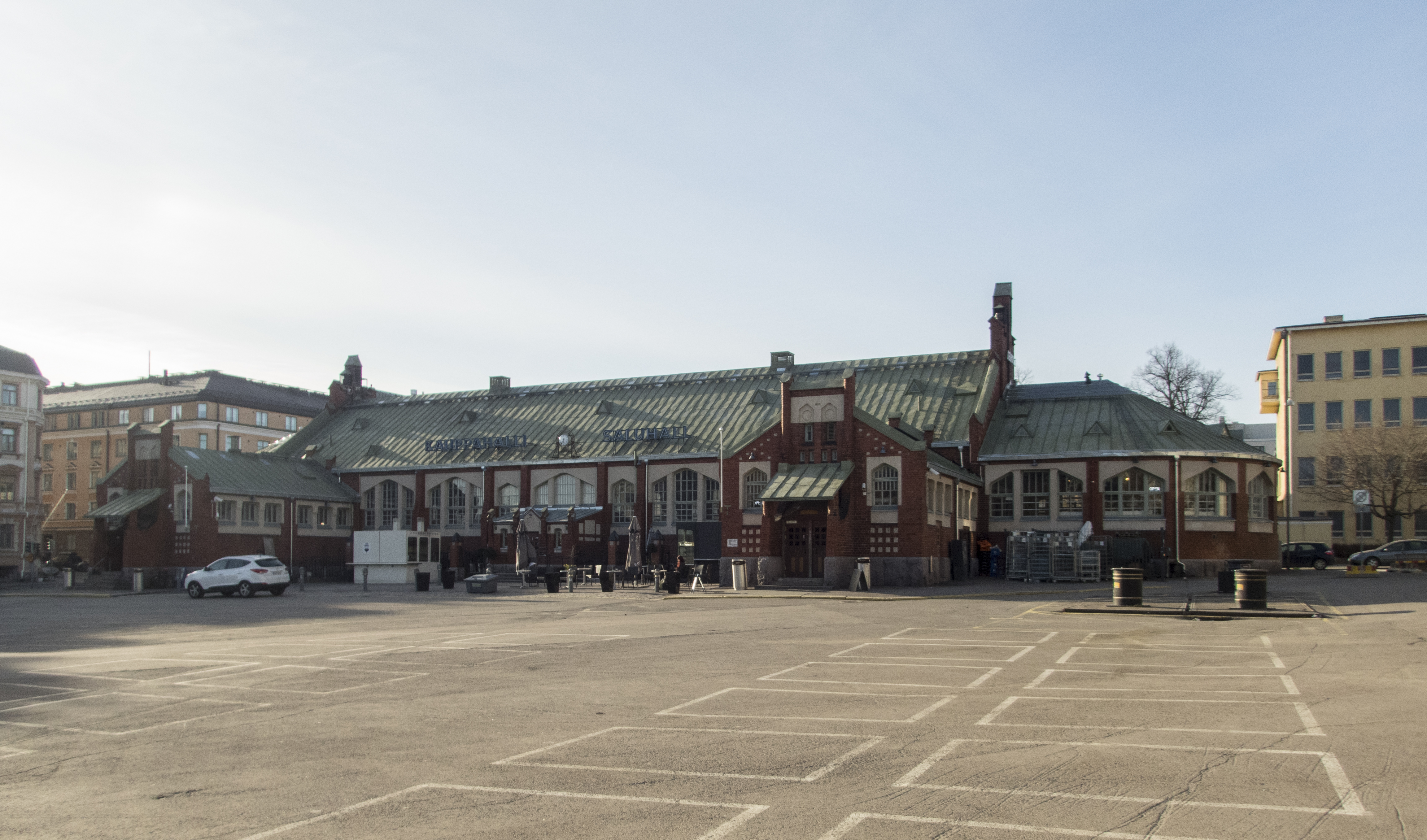
Sandvikens saluhall (1903-1904) i Helsingfors
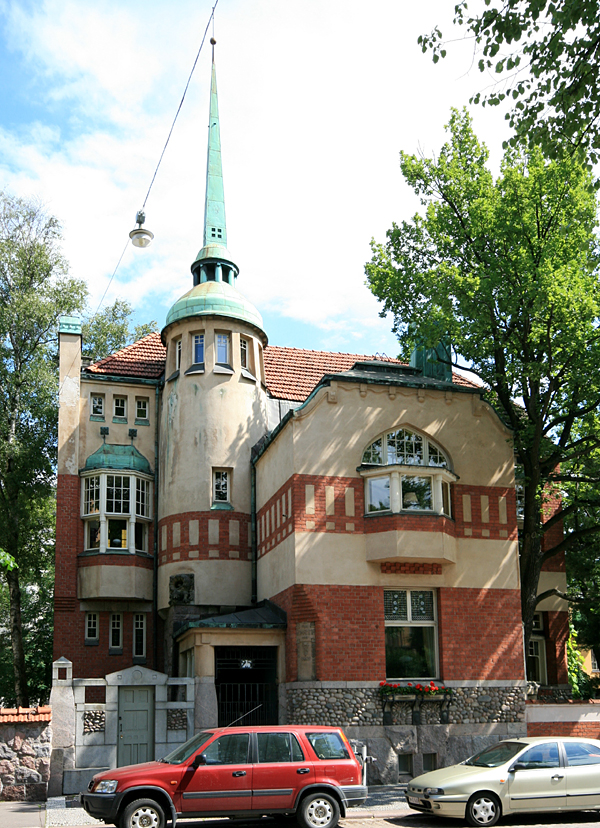
Villa Johanna 1905-1906
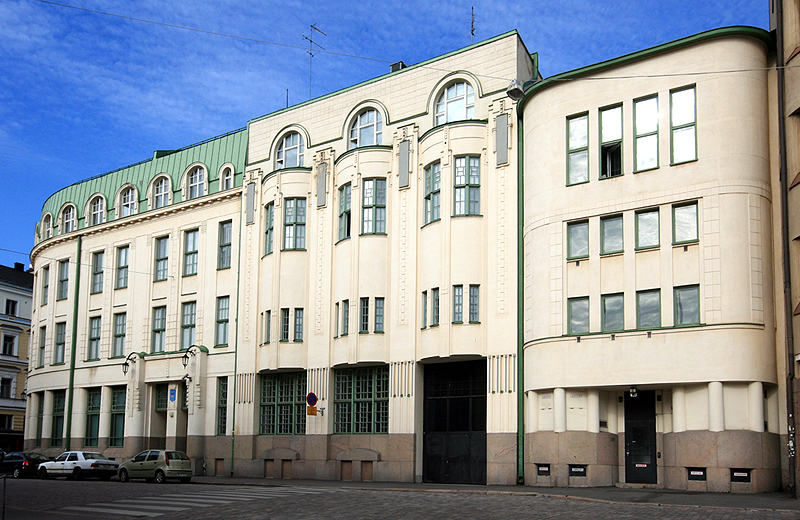
Elverkets gamla förvaltningsbyggnad (1909) i hörnet av Lilla Robertsgatan och Kaserngatan i Helsingfors.